# Lobogestoria
Lobogestoria is een geslacht van kevers uit de familie somberkevers (Zopheridae).

## Soorten
Van dit geslacht is ten minste één soort beschreven:
- L. gibbicollis